# 1 048 576
Az  1 048 576 az 1 048 575 és az 1 048 577 közötti természetes szám. Összetett szám. Osztóinak összege 2097151.  Normálalakja {\displaystyle 1{,}048576\cdot 10^{6}}. Kettes számrendszerben 100000000000000000000, nyolcas számrendszerben 4000000, hexadecimális alakban 100000. A 2 20. hatványa.
A számítástechnikában az 1 048 576 a váltószám a bájt és a mebibájt között.